# Ardgour
Ardgour (/Ardgour / (en gaélique écossais : Àird Ghobhar, signifiant « Hauteur des chèvres ») est une région des Highlands écossais située sur la rive ouest du Loch Linnhe. Elle se trouve au nord du district de Morvern et à l’est du district de Sunart. Administrativement, elle fait maintenant partie de la zone de gestion du quartier de Lochaber, dans la région du Highland Council. Elle fait partie du comté traditionnel et du comté actuel d’Argyll.
Le terme moderne Ardgour, avec Kingairloch, est appliqué à une grande zone de campagne autour du village, de la supercarrière de Glensanda, de Kingairloch et de Kilmalieu dans le sud-ouest (quartiers de Morvern et de Sunart), jusqu'à Conaglen, Stroncreggan, Treslaig, Camassnagaul, Achaphubuil, Blaich, Duisky, Garvan et Drumfin dans le nord (bordant Glenfinnan).
Jusqu’en 1829, Ardgour faisait partie de la paroisse de Kilmallie (la plus grande d’Écosse) à l’époque où une paroisse de Quoad Sacra (QSP) (Ballachulish & Corran of Ardgour) fut formée, avec Ballachulish, dans le comté d'Inverness, de l’autre côté du Loch Linnhe. Des églises parlementaires furent construites à Creag Mhòr, (nord) Ballachulish et à Corran, Ardgour avec la Manse à la première à Onich. Ardgour et Ballachulish & Onich devinrent paroisses dans leurs propres droits en 1894. Ardgour a absorbé Kingairloch quand celui-ci a été séparé de la paroisse de Lismore et Appin en 1911.
De 1930 à 1975, Ardgour fait partie du district terrestre (civil) d’Ardnamurchan en Argyll. À partir de 1975, elle a été intégrée civilement dans le district de Lochaber Highland (région).
La zone est desservie par la route A861. L’accès le plus facile depuis l’A82 (route Glasgow - Inverness Trunk) se fait par un court trajet en ferry de Corran à Ardgour ; l’alternative est un trajet de 40 miles (60 km) autour du Loch Linnhe et du Loch Eil. Le ferry circule toutes les demi-heures à partir d’environ 6 h 30 (8 h 45 le dimanche) jusqu’à environ 21 h 30 et coûte 8.00 £ par véhicule PLG (tarif au 1er avril 2018) pour un billet unique ; pour les passagers le transport est gratuits. Les piétons et les bicyclettes sont transportés gratuitement.
Ardgour fait partie du territoire du Clan Maclean depuis que les MacMaster ont été évincés du territoire au XVe siècle. L’actuel laird d’Ardgour, Robin Maclean, est un Maclean par adoption. Il est le neveu du dernier laird héréditaire Maclean d’Ardgour (une dame Laird) ayant changé son nom par une action en justice à la Cour du Lord Lyon à Édimbourg.

## Lairds
À l’instigation de MacDonald d'Islay, les MacMaster furent usurpés par les Maclean en 1410. Un Maclean d’Ardgour a été Laird jusqu’à l’heure actuelle, Robin Maclean, 18e Laird d’Ardgour succédant à sa tante, Catriona Louise Maclean, 17e Laird en 1988.